# Швидка міська залізниця (Варшава)
Швидка міська залізниця у Варшаві, SKM (пол. Szybka Kolej Miejska w Warszawie) — мережа S-Bahn, що сполучає місто Варшава з передмістями і деякими містами-супутниками. Разом з варшавським метро, Варшавською приміською залізницею та Мазовецькою залізницею створюють мережу громадського транспорту у Варшаві.

## Рухомий склад
| Фото | Тип             | Кіл-сть    | Опис |
| ---- | --------------- | ---------- | --- |
|      | Newag 14WE      | 6 потягів  | Введено в експлуатацію 2005. Перебудовано зі старих PKP class EN57 та модернізовано надаючи їм сучасний вигляд і роблячи їх придатнішими для перевезення великої кількості пасажирів на коротких маршрутах в столичному районі Варшави. Два потяги з 8 спочатку замовлених було передано Сілезькій залізниці. |
|      | Newag 19WE      | 4 потяги   | Введено в експлуатацію 2010. Спроектовано та побудовано для SKM |
|      | PESA 'ELF' 27WE | 13 потягів | Введено в експлуатацію. Версія PESA ELF EMU адаптовано для SKM |
|      | Newag 35WE      | 6 потягів  | Введено в експлуатацію 2012. |

## Лінії

### Лінія S1 (Отвоцьк – Варшава-Середмістя – Прушкув)
Лінію було відкрито у жовтні 2005 року, вона діяла від Варшава-Фалениця до Варшава-Західна, але роботу лінії було призупинено у липні 2006 року, а весь рухомий склад, спрямовано на новостворену лінію S2. У вересні 2010 року лінія була відновлена, але потяги прямували за маршрутом Отвоцьк - Варшава-Східна. В грудні 2010 року лінію було подовжено через станції  Варшава-Середмістя і Варшава-Західна до Прушкува.
| Станція                     | Район/Місто           |
| --------------------------- | --------------------- |
| Отвоцьк                     | Отвоцьк               |
| Свидер                      | Отвоцьк               |
| Юзефув                      | Юзефув                |
| Михалін                     | Юзефув                |
| Варшава-Фалениця            | Варшава-Вавер         |
| Варшава-Мендзилесе          | Варшава-Вавер         |
| Варшава-Радосць             | Варшава-Вавер         |
| Варшава-Мендзилесе          | Варшава-Вавер         |
| Варшава-Анін                | Варшава-Вавер         |
| Варшава-Вавер               | Варшава-Вавер         |
| Варшава-Гоцлавек            | Варшава-Вавер         |
| Варшава Ольшинка-Гроховська | Варшава Прага-Полуднє |
| Варшава-Східна              | Варшава Прага-Пулноц  |
| Варшава-Стадіон             | Варшава Прага-Полуднє |
| Варшава-Повіслє             | Середмістя            |
| Варшава-Середмістя          | Середмістя            |
| Варшава-Охота               | Варшава Охота         |
| Варшава-Західна             | Варшава Охота         |
| Варшава-Влохи               | Влохи                 |
| Варшава-Урсус               | Варшава Урсус         |
| Варшава Урсус-Недзвядек     | Варшава Урсус         |
| П'ястув                     | П'ястув               |
| Прушкув                     | Прушкув               |

### Лінія S2 (Варшава-Шопен – Варшава-Середмістя – Сулеювек)
Лінію було відкрито в липні 2006 року, маршрут прямував від Прушкува через Варшава-Середмістя до Сулеювек-Мілосна. У грудні 2010 року лінію було скорочено до Варшава-Західна на заході. У червні 2012 року лінію було подовжено, потяги стали прямувати від Варшава-Шопен через Варшава-Західна до Сулеювек-Мілосна.
| Станція                   | Район/Місто           |
| ------------------------- | --------------------- |
| Варшава-Шопен             | Варшава Влохи         |
| Варшава-Служевець         | Варшава Мокотув       |
| Варшава-Жвіркі та Вігури  | Варшава Охота         |
| Варшава-Раковець          | Варшава Охота         |
| Варшава-Єрусалимські Алеї | Варшава Охота         |
| Варшава-Західна           | Варшава Охота         |
| Варшава-Охота             | Варшава Охота         |
| Варшава-Середмістя        | Варшава Середмістя    |
| Варшава-Повіслє           | Варшава Середмістя    |
| Варшава-Стадіон           | Варшава Прага-Полуднє |
| Варшава-Східна            | Варшава Прага-Пулноц  |
| Варшава-Рембертув         | Варшава Рембертув     |
| Варшава-Весола            | Варшава Весола        |
| Варшава-Воля Гжибовська   | Варшава Весола        |
| Сулеювек                  | Сулеювек              |
| Сулеювек-Мілосна          | Сулеювек              |

### Лінія S3 (Варшава-Шопен – Варшава-Середмістя / Варшава-Центральна – Легьоново)
Лінію було введено в експлуатацію в червні 2012 року, вона з'єднує аеропорт Варшава-Шопен через центр міста з містом Легьоново на північний схід від Варшави. Лінія проходить через Центральний залізничний вокзал Варшави, який обслуговує, як правило, міжміські потяги.
| Станція                   | Район/Місто                |
| ------------------------- | -------------------------- |
| Варшава-Шопен             | Варшава Влохи              |
| Варшава-Служевець         | Варшава Мокотув            |
| Варшава-Жвіркі та Вігури  | Варшава Охота              |
| Варшава-Раковець          | Варшава Охота              |
| Варшава-Єрусалимські Алеї | Варшава Охота              |
| Варшава-Західна           | Варшава Охота              |
| Варшава-Центральна        | Середмістя                 |
| Варшава-Східна            | Варшава Прага-Пулноц       |
| Варшава-Прага             | Варшава Таргувек           |
| Варшава-Торуньська        | Варшава Таргувек/Бялоленка |
| Варшава-Жерань            | Варшава Бялоленка          |
| Варшава-Плуди             | Варшава Бялоленка          |
| Варшава-Хощувка           | Варшава Бялоленка          |
| Легьоново                 | Легьоново                  |
| Легьоново-Пяский          | Легьоново                  |

### Лінія S9 (Варшава-Західна – Легьоново)
Лінію було відкрито у березні 2010, вона діяла між станціями Варшава-Гданська та Легьоново із заїздом деяких потягів до Велишеву. Спочатку вона була під орудою Мазовецької залізниці, з 5 вересня 2011 р поволі перейшла під оруду SKM. З грудня 2011 лінія повністю управляється SKM. З 1 вересня 2012 року, лінію перенесено з Варшава-Гданська до платформи 8 Варшава-Західна.
| Станція            | Район/Місто                |
| ------------------ | -------------------------- |
| Варшава-Західна    | Варшава Воля Варшава Охота |
| Варшава-Каспшака   | Варшава Воля               |
| Варшава-Коло       | Варшава Воля               |
| Варшава-Гданська   | Середмістя                 |
| Варшава-Зоо        | Варшава Прага-Пулноц       |
| Варшава-Прага      | Варшава Таргувек           |
| Варшава-Торуньська | Варшава Таргувек/Бялоленка |
| Варшава-Жерань     | Варшава Бялоленка          |
| Варшава-Плуди      | Варшава Бялоленка          |
| Варшава-Хощувка    | Варшава Бялоленка          |
| Легьоново          | Легьоново                  |
| Легьоново-Пяский   | Легьоново                  |